# Le mani sulla città
(Edoardo Nottola, rivolto a Maglione.)
Le mani sulla città è un film drammatico italiano del 1963 diretto da Francesco Rosi.
Film di impegno civile, è una spietata denuncia della corruzione e della speculazione edilizia dell'Italia degli anni sessanta. Significativa è la didascalia del film che recita: «I personaggi e i fatti qui narrati sono immaginari, autentica è invece la realtà sociale e ambientale che li produce.»

## Trama
Napoli. Edoardo Nottola, abile e spregiudicato costruttore edile e consigliere comunale nelle file di un partito della destra al governo della città (riferimento al Partito Democratico Italiano di Unità Monarchica di Achille Lauro) illustra ai suoi collaboratori il nuovo progetto di espansione edilizia voluto dalla giunta comunale in contrasto con quanto prevede il piano regolatore. Nel frattempo, però, i lavori dell'impresa di Nottola in un quartiere popolare provocano il crollo di un palazzo, in cui due persone muoiono e un bambino perde le gambe: tale incidente provoca le proteste del consigliere comunale De Vita che, a nome dei partiti d'opposizione, chiede l'istituzione di una commissione d'inchiesta che indaghi sulla speculazione edilizia in città, i lavori della quale però finiranno in un nulla di fatto.
Nottola non è soddisfatto, perché il clamore legato agli eventi del crollo rischia di intralciare i suoi affari; chiede allora al suo capogruppo Maglione di mettere tutto a tacere e gli propone di dichiarare pericolante la zona dove è avvenuto il crollo. L’ordine di sgombero degli abitanti provoca dure contestazioni e uno scontro acceso tra De Vita e Nottola. Preoccupato degli effetti che questi fatti potrebbero avere sulle imminenti elezioni, Maglione cerca di obbligare Nottola a non candidarsi, ma ciò vanificherebbe il progetto del costruttore di diventare assessore all'edilizia. Così Nottola convince alcuni consiglieri ad abbandonare il gruppo di destra e a candidarsi con lui nelle liste di centro guidate dal professor De Angelis, che ottiene un ottimo risultato elettorale.
Il partito di De Angelis ottiene sì la maggioranza relativa nel nuovo consiglio comunale, ma ha comunque bisogno del sostegno di Maglione e del suo gruppo in consiglio, per essere eletto sindaco: Maglione, però, pretende che Nottola non abbia quella poltrona di assessore a cui mirava. Il nuovo sindaco convince Maglione a non far saltare l’alleanza politica necessaria in nome di una questione personale che danneggerebbe tutti, e questa pacificazione vanifica l’opposizione del consigliere De Vita, che pure aveva portato dalla sua parte alcuni consiglieri di De Angelis in nome della salvaguardia morale del consiglio comunale. Alla fine del film, Nottola e il sindaco De Angelis presiedono all'inaugurazione del nuovo progetto di espansione della città, alla presenza di un ministro e di un cardinale.

## Produzione

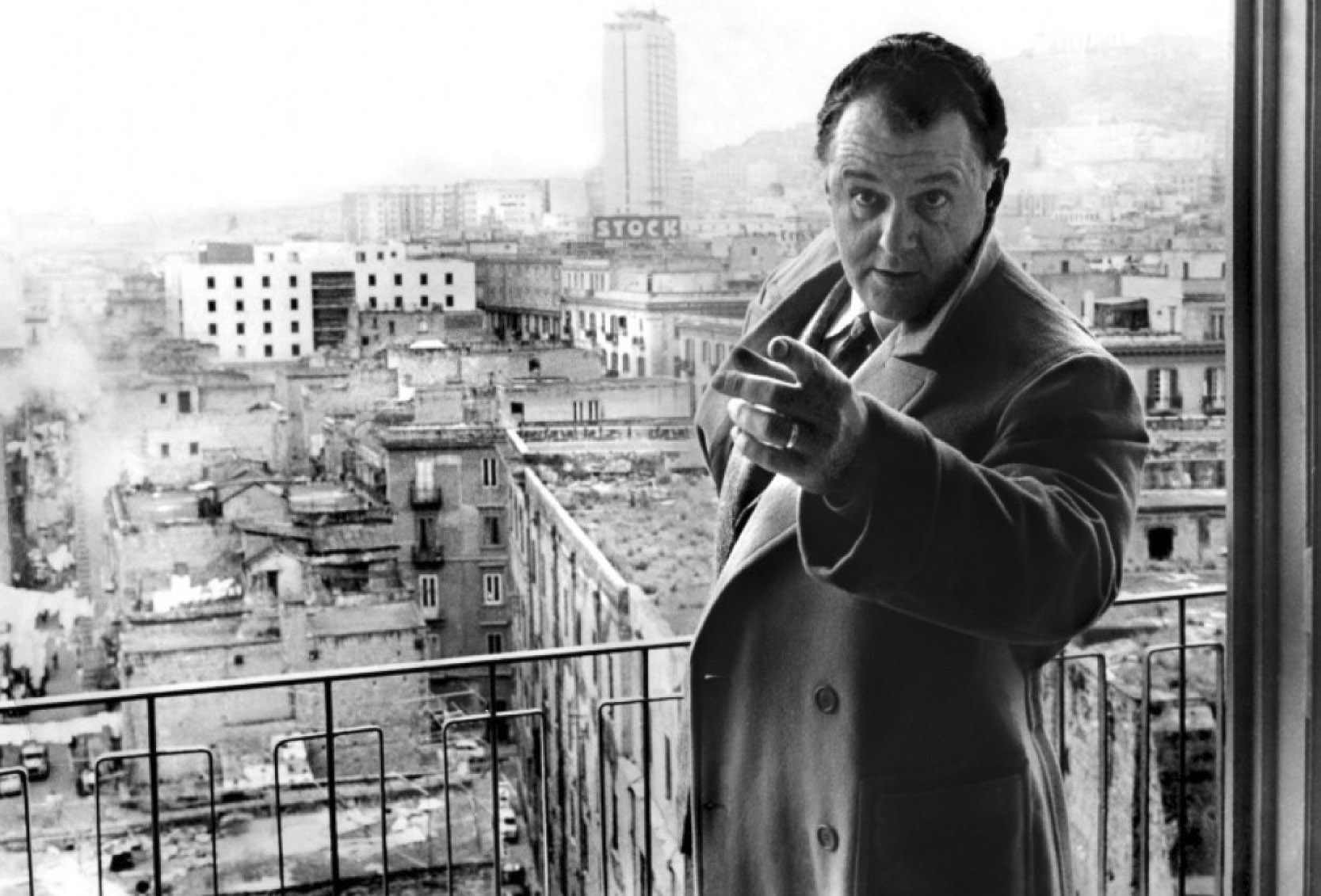
Rod Steiger in una scena del film (alle spalle, l'hotel Jolly)

Nel film Renzo Farinelli, redattore capo dell'Avanti! di Roma, interpreta la parte di Antonio Caldoro, all'epoca capogruppo socialista al consiglio comunale di Napoli, mentre per il ruolo del consigliere dell'opposizione De Vita, Rosi utilizzò il sindacalista, poi senatore del PCI, Carlo Fermariello.
Per le scene che si svolgono nel consiglio comunale, nei ruoli dei giornalisti accreditati alle sedute, Rosi non volle delle semplici comparse, ma chiese a veri giornalisti (alcuni erano addirittura dei noti critici cinematografici dell'epoca) di vestirne i panni.

## Riconoscimenti
- Festival di Venezia 1963
  - Leone d'oro a Francesco Rosi
- Nastri d'argento 1964
  - Nomination Miglior regista a Francesco Rosi
  - Nomination Miglior attore non protagonista a Salvo Randone
  - Nomination Miglior soggetto a Francesco Rosi e Raffaele La Capria
  - Nomination Miglior produttore a Lionello Santi
  - Nomination Migliore colonna sonora a Piero Piccioni
- Per questo film, nel 2005, a Francesco Rosi è stata conferita la laurea honoris causa in pianificazione territoriale, urbanistica ed ambientale presso l'Università degli Studi "Mediterranea" di Reggio Calabria.[4]
- Il film è stato selezionato tra i 100 film italiani da salvare.